# Isabelle Hubert
Isabelle Hubert est une dramaturge québécoise originaire de la Gaspésie.

## Biographie
Isabelle Hubert est née en 1970, dans la ville de New Richmond, en Gaspésie

### Intérêt pour le théâtre
Son intérêt pour le théâtre a débuté alors qu'elle avait 10 ans, lorsque sa mère lui a offert en cadeau un abonnement pour le Théâtre populaire du Québec. La compagnie montait quatre représentations par année et constituait une des seules instances à présenter des pièces de théâtre à New Richmond, à cette époque. La première pièce à laquelle Hubert a assisté est La famille Toutcourt en solo ce soir, de l'auteur québécois Érick Andersen. Durant le spectacle, un comédien se retrouve complètement nu sur scène et cet événement amène Hubert à réaliser que tout est permis au théâtre, ce qui suscite sa curiosité.

### Formation
Au départ, Isabelle Hubert voulait poursuivre une carrière comme comédienne, mais elle a plutôt choisi de se tourner vers l'écriture dramatique, sous la recommandation de certains de ses professeurs. Hubert a complété un baccalauréat à l'Université Laval en 1993, avec une majeure en théâtre et une mineure en création littéraire. Par la suite, elle a étudié en écriture dramatique à L'École nationale de théâtre du Canada de 1993 à 1996. Le programme accueille annuellement deux jeunes écrivains prometteurs, dans le but de les faire progresser. Hubert a gradué la même année que l'auteur et metteur en scène Olivier Choinière.

### Parcours professionnel
Isabelle Hubert est très impliquée dans le milieu artistique au Québec. Depuis 1993, la dramaturge a écrit et publié une quinzaine de pièces de théâtre. Elle a également participé à plusieurs résidences d'écriture à l'étranger, entre autres à Londres, à Villeneuve-lès-Avignon. Depuis 2005, elle enseigne l'écriture dramatique à l'Université Laval.
À l'automne 2009, elle a effectué une résidence d'écriture en Guadeloupe, au cours de laquelle elle a écrit la première version de la pièce Frontières. Elle est d'ailleurs la première lauréate québécoise à obtenir cette résidence.
Entre 2016 et 2017, l'auteure a combattu un cancer du sein. Hubert affirme que cette expérience lui a encore plus donné le goût de créer: « J’ai une rage de vivre pour vrai [...]. C’est l’effet secondaire de toute cette aventure-là. Je me trouve tellement chanceuse. Les deux projets qui arrivent là étaient prévus avant que j’aie mon diagnostic. Pendant toute l’année, ce n’était pas le fun, c’était une grosse tempête à traverser. Mais il y avait ça qui m’attendait »
L'auteure est actuellement présidente du conseil d'administration de la Compagnie dramatique du Québec, aux côtés entre autres de Jean-Sébastien Ouellette, qui a mis en scène la majorité de ses textes.

## Regards sur l'œuvre

### Style d'écriture
Isabelle Hubert a un style d'écriture plutôt éclectique. En effet, l'auteure mêle le comique, le tragique et le drame. Parfois, ces registres s'entrecroisent dans une seule œuvre, comme dans Boudin, révolte et camembert, une pièce hybride entre la comédie et le drame. L'auteure met en scène des personnages « ordinaires » et « marginaux », souvent inspirés de ceux des contes urbains.
Hubert a créé et adapté des œuvres de genres variés, dans le cadre de différents projets :
- le drame social et historique (ex. La robe de Gulnara[9]) ;
- le drame familial (ex. Laurier-Station, 1000 pour dire je t'aime[10]) ;
- le théâtre jeunesse (ex. L'hôpital des poupées[11]) ;
- adaptation de romans et de pièces (ex. Moby Dick d'Herman Melville) ;
- comédies d'été ;
- participation à la réalisation de courts métrages[12].

### Œuvres marquantes

#### Couteau, sept façons originales de tuer quelqu'un avec...
Le texte de la comédie dramatique est paru pour la première fois sur le site du Centre des auteurs dramatiques (CEAD) en 1997, sous le titre Sept façons originales de tuer quelqu'un avec un couteau. La version actuelle du texte a été publiée chez Dramaturges Éditeurs en 1999, sous le titre Couteau, sept façons originales de tuer quelqu'un avec... Elle a été créée la même année, par le Théâtre Petit à Petit. La pièce a par la suite été présentée en 2015 à La Nouvelle Scène, dans une mise en scène de Magali Lemèle.
La pièce d'Hubert a eu une réception critique mitigée. En effet, le texte a obtenu la prime à la création du Fond Gratien Gélinas, mais les représentations ont été moins bien accueillies.

#### La robe de Gulnara
La première version du texte La robe de Gulnara a été publiée en 2004, chez Dramaturges Éditeurs. Au début, il s'agissait d'un court texte dramatique, sous forme de monologue. Hubert a créé sa pièce comme contribution à une lecture publique tenue par le CEAD, au Carrefour international de théâtre, en 2004. L'organisateur Robert Claing avait invité plusieurs jeunes auteurs à préparer un court texte « à partir d'un photoreportage du journaliste Tim Georgeson, paru dans la revue française Marie-Claire, qui montrait des réfugiés du Haut-Karabagh en Azerbaïdjan ». Le reportage de Georgson montrait un camp de réfugiés politiques installé dans des wagons de train désaffectés. La dramaturge s'est inspirée d'une photo qui montrait une jeune mariée pour rédiger son monologue.
Des versions intermédiaires de la pièce ont été présentées oralement dans divers concours et événements de théâtre, mais elles n'ont pas été publiées sous forme de texte.
Une seconde version du texte a été publiée avec les Éditions Lansman, cette fois-ci sous forme de pièce complète dialoguée, en 2007.
La pièce raconte l'histoire de Gulnara, une jeune femme fiancée à un homme nommé Arif. À l'approche du mariage, Mika, âgée de 13 ans, tache la robe de mariée de sa sœur Gulnara. Mika entreprend une expédition pour trouver une nouvelle robe et rencontre plusieurs personnages qui tentent de l'aider ou de lui nuire dans sa quête. La pièce est narrée, plusieurs années plus tard, par Balaja, le fils de Mika. Le texte aborde plusieurs sujets tabous, notamment la pauvreté, le viol, le trafic humain et la grossesse à l'adolescence.
La robe de Gulanara a été traduite en anglais par Nadine Desroches, sous le titre Gulnara's dress.
La pièce a été produite en 2010 par le Théâtre I.N.K., en coproduction avec le Théâtre de la Bordée et la Compagnie dramatique du Québec, dans une mise en scène de Jean-Sébastien Ouellet. L'accueil du milieu critique et littéraire a été majoritairement favorable, puisque de nombreux prix ont été attribués à l'auteure pour La robe de Gulnara, au Québec et à l'international.

#### À tu et à toi
La pièce À tu et à toi est un drame familial et personnel qui aborde le thème des rêves brisés, du poids de la routine et de la culpabilité.  L'histoire se déroule à huis clos et met en scène deux sœurs, Chantale et Catherine, leur belle-sœur Christine, ainsi que David, l'ancien camarade de classe des trois femmes. Selon la revue de théâtre Jeu, « Les conflits entre sœurs, entre amies, entre époux éclipsent la souffrance du monde dans ce huis-clos qui illustre toute l’indifférence de l’Occidental moyen ».
Le Théâtre des gens d'en bas a produit la pièce en 2005, en collaboration avec le Théâtre du Périscope. Jean-Sébastien Ouellet a fait la mise en scène.

#### Le cas Joé Ferguson
Dramaturges Éditeurs a fait paraître le texte de la pièce Le cas Joé Ferguson, d'Isabelle Hubert, en 2017.
Cette pièce noire se déroule à la suite d'un meurtre. Hubert traite de l'opposition entre l'empathie pour le meurtrier d'un côté, et pour la victime, de l'autre. La pièce se déroule dans un petit village, en milieu rural. Les habitants sont restés muets à la suite du drame. Selon le metteur en scène Jean-Sébastien Ouellet « Le cas Joé Ferguson, bien que chargé de mots, est une pièce sur le silence ». Il explique d'ailleurs son choix de situer l'action dramatique dans un colombarium par le fait qu'il s'agit d'un endroit silencieux et chargé de tension.

## Liste des œuvres
2025 : 34 B (L'instant même, théâtre)
2023 : Rose (L'instant même, théâtre)
2018 : Le baptême de la petite
2018 : L'hôpital des poupées
2017 : Le cas Joé Ferguson
2016 : Chinoiseries
2013 : Frontières
2011 : Laurier-Station, 1000 répliques pour dire je t'aime
2007: À tu et à toi
2007 : La robe de Gulnara (version longue)
2004 : Wanabago Blues
2004 : La robe de Gulnara (version courte)
2003: Belle famille (2003)
2002 : Jacinthe Rioux, 609, Saint-Gabriel
2001 : Moby Dick (ou l'histoire d’Ishmaël...)
2001 : Boudin, révolte et camembert
1997 : Couteau, sept façons originales de tuer quelqu'un avec...
1996 : 38 (U) (collectif)
1996 : La comédie des méprises (adaptation de la pièce originale de Shakespeare) 

## Prix et nominations
- Prime à la création du Fonds Gratien Gélinas en 1997, pour Couteau, sept façons originales de tuer quelqu'un avec...[26];
- Lauréate du concours « La scène aux ados » en Belgique, en 2006, pour La robe de Gulnara[1];
- Finaliste pour le Prix de la critique de Québec pour la saison 2007/2008, pour À tu et à toi[5];
- Prix « Coup de cœur des lycéens » au 21e Printemps théâtral de Guérande en 2008, pour La robe de Gulnara[27];
- Prix de la critique de Québec pour la saison 2009/2010, pour La robe de Gulnara[5];
- Prix « Production Québec 2010 » de l'Association des critiques de théâtre, pour La robe de Gulnara[5];
- Prix du Développement international de la Ville de Québec en 2011, pour La robe de Gulnara[5];
- Prix d'excellence des arts et de la Culture de la Ville de Québec en 2010, et finaliste dans les catégories « Mise en scène » et « Musique », pour La robe de Gulnara[28];
- Bourse RIDEAU du Développement international de la Ville de Québec[28];
- Prix du public du Conseil des arts en tournée[28];
- Prix Coup de cœur Télé-Québec, FAIT 2012, pour Laurier-Station, 1000 répliques pour dire je t'aime[5].
- Prix littéraires du Gouverneur général, catégorie Théâtre (finaliste 2024)
- Prix littéraire de la Ville de Québec, catégorie littérature jeunesse (finaliste 2024)